# Calocaris
Calocaris is een geslacht van kreeftachtigen uit de klasse van de Malacostraca (hogere kreeftachtigen).

## Soorten
- Calocaris barnardi Stebbing, 1914
- Calocaris caribbaeus Kensley, 1996
- Calocaris granulosus Grebenjuk, 1975
- Calocaris hirsutimana Boesch & Smalley, 1972
- Calocaris isochela Zarenkov, 1989
- Calocaris macandreae Bell, 1853
- Calocaris templemani Squires, 1965